# مونتيسكودايو
مونتيسكودايو (بالإيطالية: Montescudaio) هي كومونا في مقاطعة بيزا في منطقة تسكانة الإيطالية، وتقع على بعد 70 كيلومترا (43 ميلا) جنوب غرب فلورنسا و45 كيلومترا (28 ميلا) جنوب شرق بيزا.